# Вамё Руйдзюсё
Вамё Руйдзюсё (яп. 和名類聚抄 / 倭名類聚鈔 [wamʲoː ɾuid͡ʑuɕoː], «Толковый изборник японских слов по видам»), или Вамё-сё (яп. 和名抄 / 倭名鈔 [wamʲoɕoː]) — китайско-японский словарь X века. Составлен в Японии между 931—938 годами по приказу принцессы крови Исоко (яп. 勤子内親王), дочери императора Дайго. Главный редактор — Минамото-но Ситаго.
|    | Транскрипция | Кандзи | Перевод               | Сущности                                                   |
| -- | ------------ | ------ | --------------------- | ---------------------------------------------------------- |
| 1  | Тэнти        | 天地   | Вселенная             | созвездия, погода, боги, земля, топография                 |
| 2  | Дзинрин      | 人倫   | Человек               | пол, родство, семья, брак                                  |
| 3  | Кэйтай       | 形体   | Тело                  | части тела, органы чувств, внутренние органы               |
| 4  | Сиппэй       | 疾病   | Болезни               | заболевания, раны                                          |
| 5  | Дзюцугэй     | 術藝   | Искусства             | боевые искусства, изобразительное искусство, умения        |
| 6  | Кёсё         | 居處   | Архитектура           | дома, стены, двери, дороги                                 |
| 7  | Сю:ся        | 舟車   | Транспортные средства | лодки, телеги, кареты                                      |
| 8  | Тимпо:       | 珍寶   | Сокровища             | драгоценные металлы, драгоценные камни                     |
| 9  | Фухаку       | 布帛   | Текстиль              | вышивка, шёлк, ткани                                       |
| 10 | Сё:дзоку     | 装束   | Одежда                | головные уборы, одежда, ремни, обувь                       |
| 11 | Инсёку       | 飲食   | Еда и питьё           | ликёры, напитки, приготовленные зерновые, фрукты, мясо     |
| 12 | Кибэй        | 器皿   | Утварь                | объекты из металла, лака, дерева, плитки и бамбука         |
| 13 | То:ка        | 燈火   | Освещение             | лампы, светильники, освещение                              |
| 14 | Тё:до        | 調度   | Предметы быта         | инвентарь, инструменты, оружие, посуда, мебель             |
| 15 | Удзоку       | 羽族   | Птицы                 | птицы, перья, орнитология                                  |
| 16 | Мо:гун       | 毛群   | Дикие животные        | дикие животные, их части тела                              |
| 17 | Гю:ба        | 牛馬   | Рабочий скот          | крупный рогатый скот, лошади, овцы, их части тела, болезни |
| 18 | Рё:го        | 龍魚   | Водные животные       | драконы, рыбы, рептилии, земноводные                       |
| 19 | Кибай        | 龜貝   | Моллюски              | черепахи, моллюски и ракообразные                          |
| 20 | Тю:ти        | 蟲豸   | Разные твари          | насекомые, черви, мелкие рептилии                          |
| 21 | То:коку      | 稲穀   | Зерновые              | рис, крупы                                                 |
| 22 | Сайсо        | 菜蔬   | Овощи                 | клубни, водоросли, съедобные растения                      |
| 23 | Каю          | 果蓏   | Фрукты                | фрукты, бахчевые                                           |
| 24 | Со:моку      | 草木   | Растения              | травы, мхи, лианы, цветы, деревья                          |

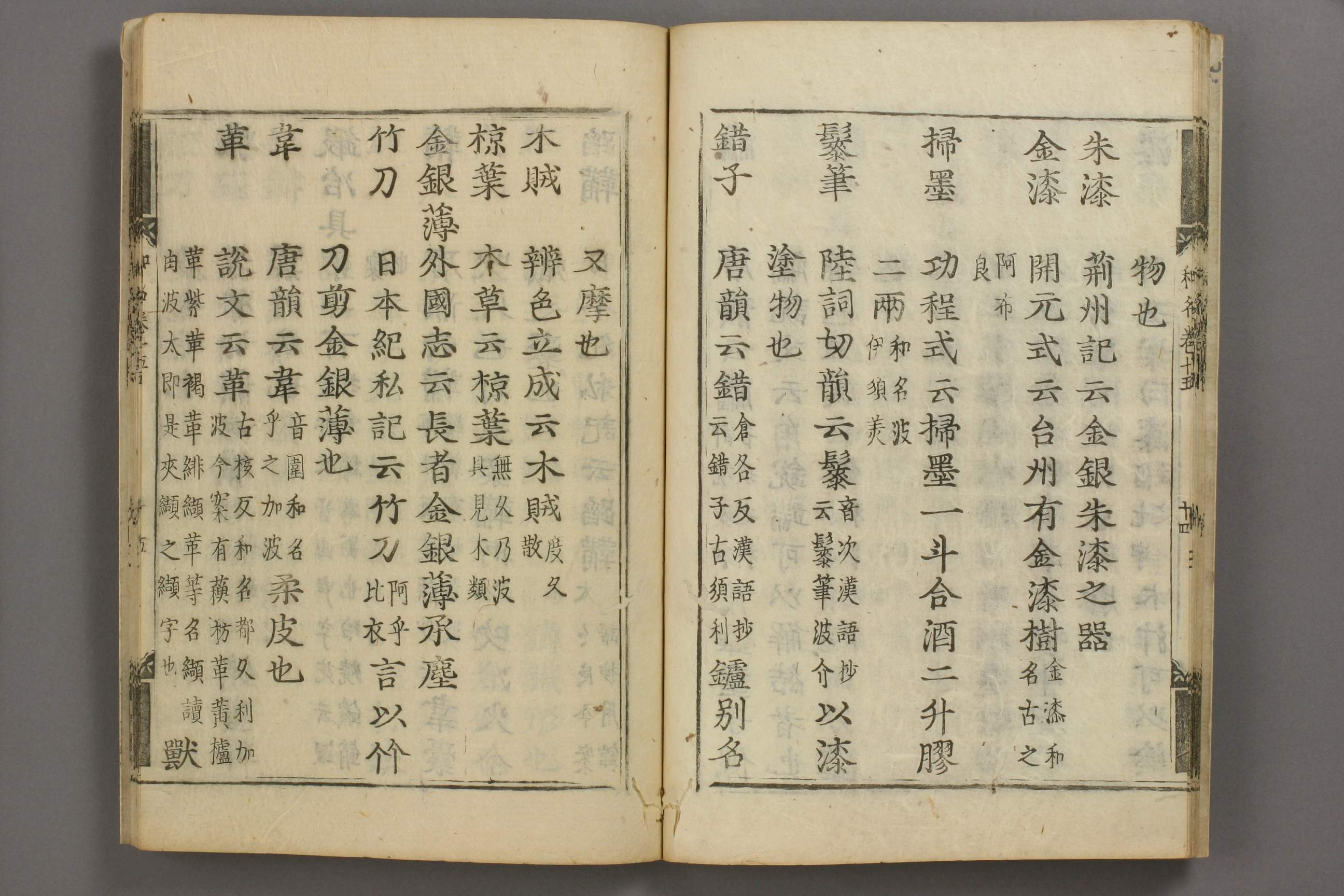
Вамё Руйдзюсё (издание 1617 года)

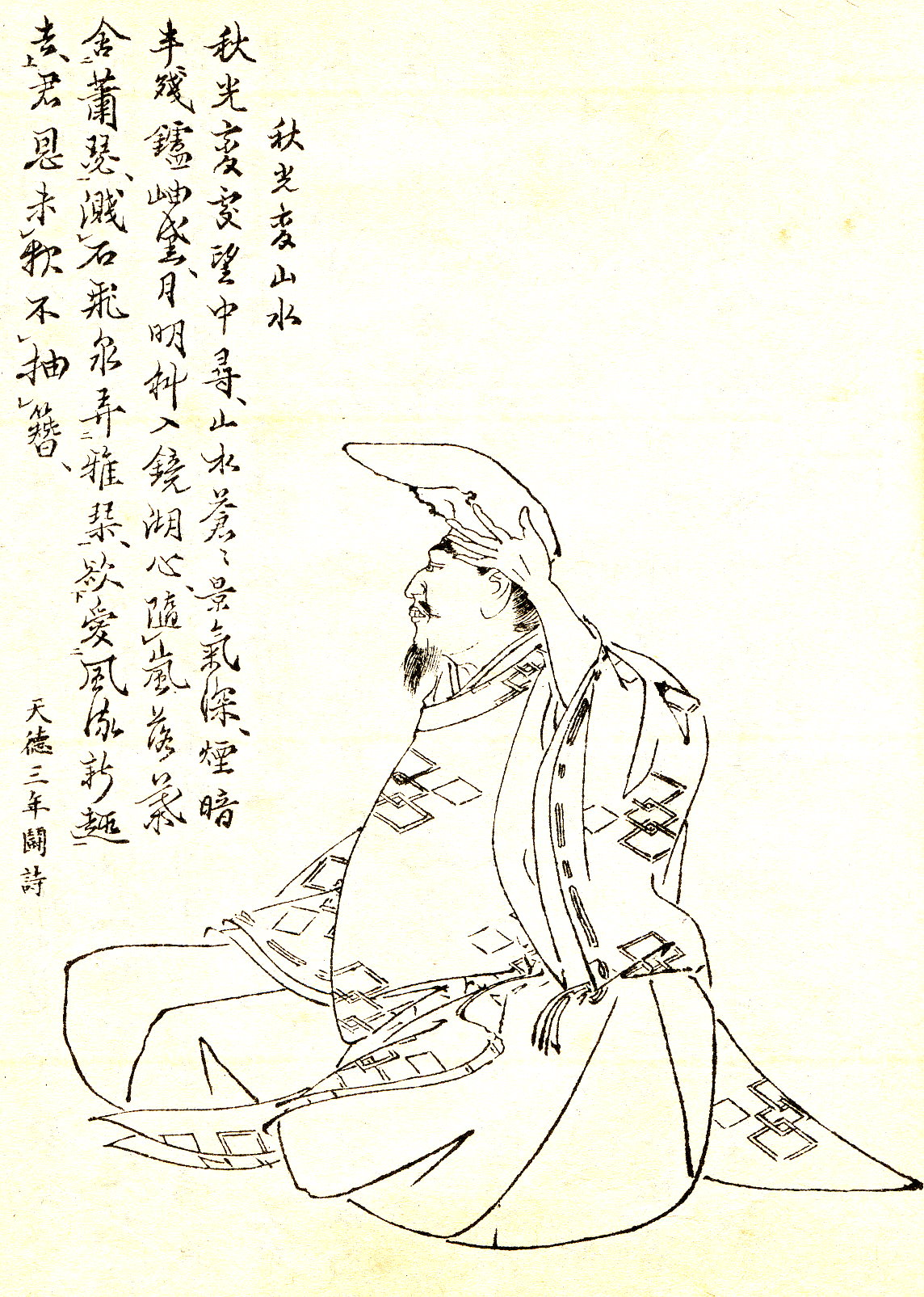
Минамото-но Ситаго (портрет Кикути Ёсая)

Имеет две версии — первая содержит 10 свитков, вторая — 20. Первая версия включает 2500 китайских слов-статей, классифицированных по 24 темам и 128 категориями. Статьи сопровождаются цитатами из китайских классических книг, комментариями, обозначением китайского и японского произношения и японского смыслового значения, записанного манъёганой. Вторая версия из 20 свитков состоит из 32 тем и 249 категорий. Она содержит названия лекарств, должностей и рангов, японских провинций, уездов, волостей и станций и т. д.